# Personen, Institutionen, Objekte, Sachen
Personen, Institutionen, Objekte, Sachen (PIOS) ist eine Datenbank, die in den 1970er Jahren vom Bundeskriminalamt (BKA) zur Terroristenbekämpfung eingerichtet wurde.
Unter Horst Herold, seit 1971 Präsident des BKAs, wurde das Bundeskriminalamt in Wiesbaden umfassend mit Computern zur Fahndung ausgestattet. Die neuartige negative Rasterfahndung diente insbesondere der Bekämpfung der Rote Armee Fraktion (RAF) um Andreas Baader und Ulrike Meinhof. Ein Werkzeug der Rasterfahndung war die Datenbank („Datei“ im damaligen Sprachgebrauch) „Personen, Institutionen, Objekte, Sachen“, kurz „PIOS“.
„Personen, Institutionen, Objekte, Sachen“ war 2017 auch der Name einer Ausstellung des Designstudios und Kreativkollektivs „Studio KQ“ in der Kunsthalle Tübingen, die sich künstlerisch-ironisch mit der Rasterfahndung auseinandersetzte.